# Guy Vernor Henry mlajši
Guy Vernor Henry mlajši, ameriški jahač in general, * 28. januar 1875, Fort Robinson, Nebraska, † 29. november 1967, Chevy Chase, Maryland.
Henry je bil sin generala Guya Vernora Henryja.
Na poletnih olimpijskih igrah leta 1912 je osvojil ekipno bronasto medaljo v trodnevnem jahalnem tekmovanju.

## Življenjepis
Leta 1898 je diplomiral na Vojaški akademiji ZDA; 26. aprila je tako postal pehotni poročnik.
Med filipinsko vstajo se je odlikoval v boju in tako prejel srebrno zvezdo.
Nadaljeval je šolanje na Konjeniški šoli ZDA, ki jo je končal leta 1903 (na tej šoli je nato diplomiral še enkrat leta 1924). 
Pozneje je bil poslan v Francijo, kjer je leta 1907 diplomiral na Saumurški konjeniški šoli. 
Leta 1912 je organiziral olimpijsko jahalno ekipo, ki je na poletnih olimpijskih igrah istega leta osvojila ekipno bronasto medaljo v trodnevnem jahalnem tekmovanju. Sam je bil vodja ekipe in tudi nastopil na vseh treh dogodkih.
Med letoma 1916 in 1917 je bil poveljnik kadetov na West Pointu. Med prvo svetovno vojno je postal brigadni general. Leta 1921 je diplomiral na Army War College, naslednje leto na Army School of the Line in leta 1923 na Army General Staff School. 
Leta 1923 je bil postavljen za pomočnika poveljnika Konjeniške šole ZDA, kjer je ostal do leta 1924. 31. marca 1930 je postal Poveljnik konjenice Kopenske vojske ZDA; na tem položaju je ostal do 20. marca 1934. 
Na poletnih olimpijskih igrah leta 1932 je bil direktor jahalnih dogodkov in eden od sodnikov. 
Leta 1935 je postal poveljnik Konjeniške šole ZDA; na tem mestu je postal do upokojitve leta 1939. V času služenja v konjenici ZDA je razvil nove učne načrte in poučeval doktrine bojevanja konjeniških enot.
Zaradi druge svetovne vojne je bil septembra 1941 ponovno vpoklican v aktivno službo. Sodeloval je v bojih na italijanski fronti in v bojih v Zahodni Evropi.
Nato je služil v več mednarodnih vojaških odborih.
Leta 1948 je postal Chef d'Equipe jahalne ekipe ZDA na poletnih olimpijskih igrah leta 1948; tudi tu je sodil na tekmovanjih.

## Odlikovanja
- Distinguished Service Medal (2x)
- srebrna zvezda